# 口头新闻时代
在学术界的定义中，口头新闻传播时代主要包括原始社会和奴隶社会早期，从大约10万年前人类语言的产生直到文字的出现。换言之，口语新闻时代是从人类学会说话直到学会写字的漫长时期，这段时间大约占了人类新闻传播史的5/6长度。口语新闻时代是人类的新闻传播历史上的第一个发展阶段。这个时代以口语为新闻传播主要媒介，以声带、嘴巴等发音器官为新闻传播主要工具。
当然，在这个时代也有除了口语以外的其他非语言新闻传播手段作为辅助。

## 口头新闻的优势
口头新闻传播优势源于其传播媒介——语言的特性。语言的起源是人类将声音与实际事物联系起来所使用的符号，在使用过程中渐渐发展成熟成为一种能够表达复杂含义的声音符号系统。
口头新闻的优势在于其基础性、实用性和灵活性。
人类传播手段的发展是叠加而非取代的历史。在文字传播时代、印刷传播时代等之后的时代，口头传播仍然发挥着重要的作用。因此从另一个意义上讲，口头新闻时代从人类语言的产生延续至今。
即便在今天，口头新闻仍然作为其他新闻方式的基础（基础性）、在人际交往中广泛使用（实用性和灵活性）展现其特有优势。

## 口头新闻的劣势
口头新闻传播的劣势是其传播工具——嘴巴造成的。口语作为一种声音符号，在空间和时间上受到了很大的限制。在空间上，口语作为一种声音来自于人类身体自身的发音器官——声带，其功率有限导致口头新闻的传播距离很短。在时间上，声音符号在传播的第三个时代（电子传播时代）以前，无法被保存。口语新闻的保存只能够依赖人脑的记忆。因此，口头新闻由于其自身的劣势只能够在小规模、近距离内传播。口头新闻时代的新闻传播的范围一般限制在一个部落内。

## 口头新闻传播实例
公元前490年的希波战争中，希腊人在马拉松平原击败波斯军队。希腊战士费里皮德斯奉命从马拉松战场跑回雅典，向聚集在中央广场的人群宣布：“我们胜利了，雅典得救了”这条新闻。

## 口头新闻时代的非语言传播手段
在口头新闻时代，口语并非唯一的新闻传播手段，有一些非语言的、体外化的媒介作为补充。包括：用实物交换信息、结绳、图形符号、擂鼓、燃放烟火等等。
这些传播方式作为口语新闻传播的方式的辅助，使新闻传播突破了某些空间和时间的局限。如狼烟可以更好地传递“敌人”这个新闻信息。

## 资料来源
1. ↑  陈力丹：《世界新闻传播史》，2007年第二版，第2页，上海交通大学出版社
2. ↑  李彬：《全球新闻传播史》，2005年第一版，第45页，清华大学出版社
3. ↑  郭庆光：《传播学教程》，1999年第一版，第27页，中国人民大学出版社
4. ↑  李彬：《全球新闻传播史》，2005年第一版，第47页，清华大学出版社